# Pădurea și mlaștinile eutrofe de la Prejmer
Pădurea și mlaștinile eutrofe de la Prejmer alcătuiesc o arie protejată de interes național ce corespunde categoriei a IV-a IUCN (rezervație naturală de tip botanic) situată în județul Brașov, pe teritoriul administrativ al comunei Prejmer.

## Localizare
Aria naturală se află în Depresiunea Brașovului (Țara Bârsei), la limita central-estică a județului Brașov cu județul Covasna în partea sud-estică rezervației naturale a Dealul Ciocașului - Dealul Vițelului și cea  estică a Dealului Lempeș, lângă drumul județean (DJ112) care leagă localitatea Hărman de orașul Sfântu Gheorghe, la o distanță de 15 km. față de municipiul Brașov și este străbătută de DN11
.

## Descriere
Rezervația naturală a fost declarată arie protejată prin Legea Nr.5 din 6 martie 2000 (privind aprobarea Planului de amenajare a teritoriului național - Secțiunea a III-a - zone protejate) și se întinde pe o suprafață de 258 hectare (252 de ha de pădure și 6 ha de mlaștină). Aceasta reprezintă un areal ce adăpăstește ecosisteme terestre (pădure, tufăriș, pajiște) și acvatice cu apă dulce (luciu de apă, mlaștini) aflate în lunca stângă râului Olt. Aria protejată se suprapune sit-ului sitului de importanță comunitară omonim.

## Biodiversitate
Rezervația naturală fost înființată în scopul protejării biodiversității și menținerii într-o stare de conservare favorabilă a florei și faunei sălbatice aflate în lunca Oltului. Aria naturală dispune de tipuri de habitate naturale cu păduri subatlantice de stejar, păduri subatlantice și medioeuropene în amestec (stejar și carpen), păduri aluviale cu frasin, arin alb, arin negru și răchită și mlaștini calcaroase cu vegetație ierboasă de Cladium mariscus
Fauna este una diversificată și bine reprezentată de mai multe specii de mamifere mari și mici, păsări, reptile și broaște și de o mare varietate de insecte; dintre care unele protejate la nivel european sau aflate pe lista roșie a IUCN. .

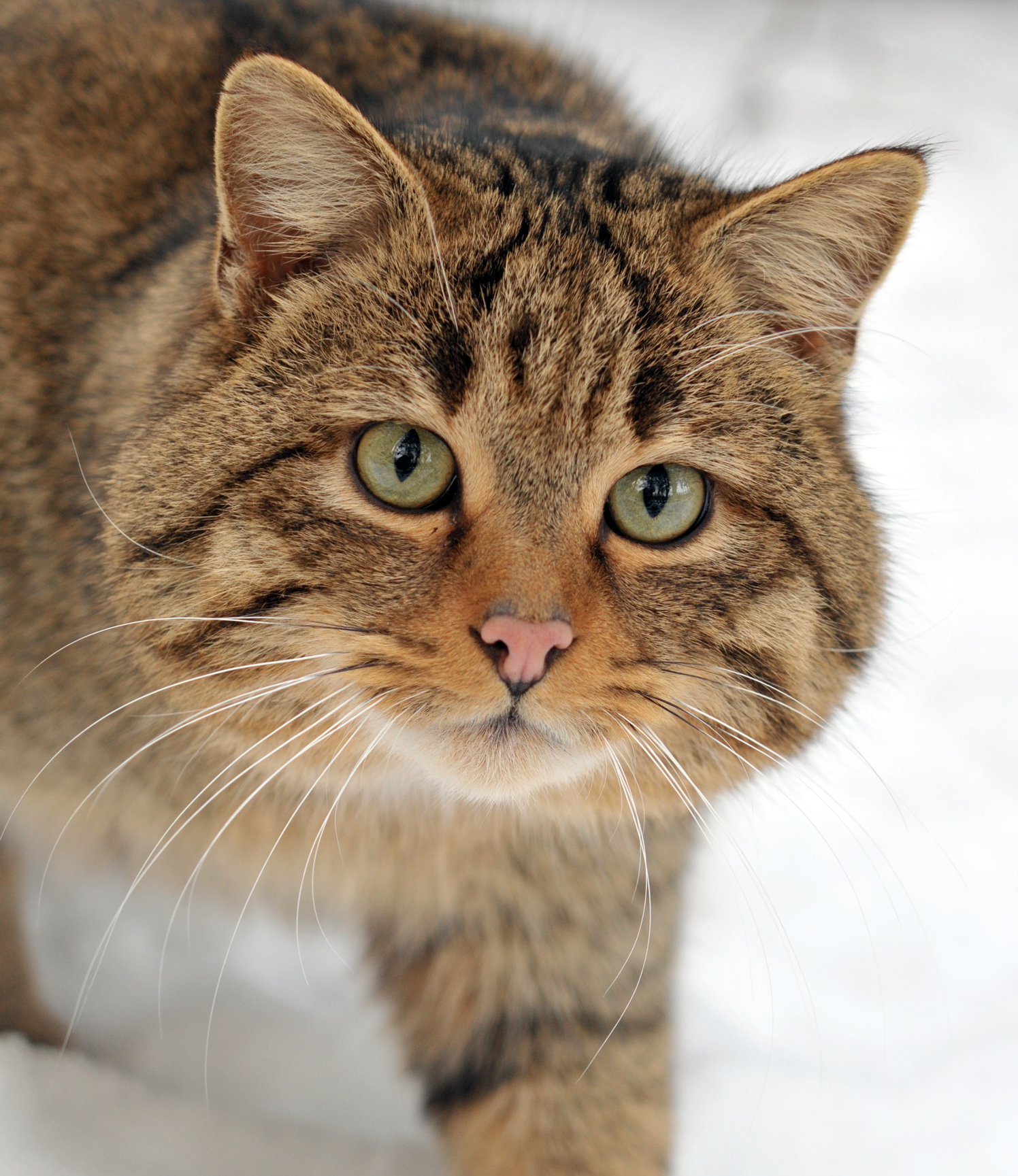
Pisică sălbatică (Felis silvestris)

Mamifere cu specii de: căprioară (Capreolus capreolus), vulpe (Vulpes vulpes crucigera), mistreț (Sus scrofa), pisică sălbatică (Felis silvestris), veveriță (Sciurus carolinensis), castor european (Castor fiber);
Păsări: ciuf-de-pădure (Asio otus), șorecar comun (Buteo, buteo), corb (Corvus corax), vânturel roșu (Falco tinninculus), gaia neagră (Milvus nigrans), cucuvea (Athene noctua), ciocănitoare-verzuie (Picus canus), pupăză (Upupa epops), măcăleandru (Etithacus rublecula), mierlă (Turdus merula), dumbrăveancă (Coracias garrulus), sturz-de-vâsc (Turdus viscivorus), sfrâncoc (Lanius excubitor);
Reptile și amfibieni: șopârlă cenușie  (Lacerta agilis), năpârcă (Anguis fragilis), viperă (Vipera berus), tritonul cu creastă (Triturus cristatus), broasca-roșie-de-pădure (Rana dalmatina), broască-de-mlaștină (Rana arvalis), ivorașul-cu-burta-galbenă (Bombina variegata);
Insecte cu specii de: fluturi (Eurhydryas aurinia, maculinea teleius), gândaci și gărgărițe.

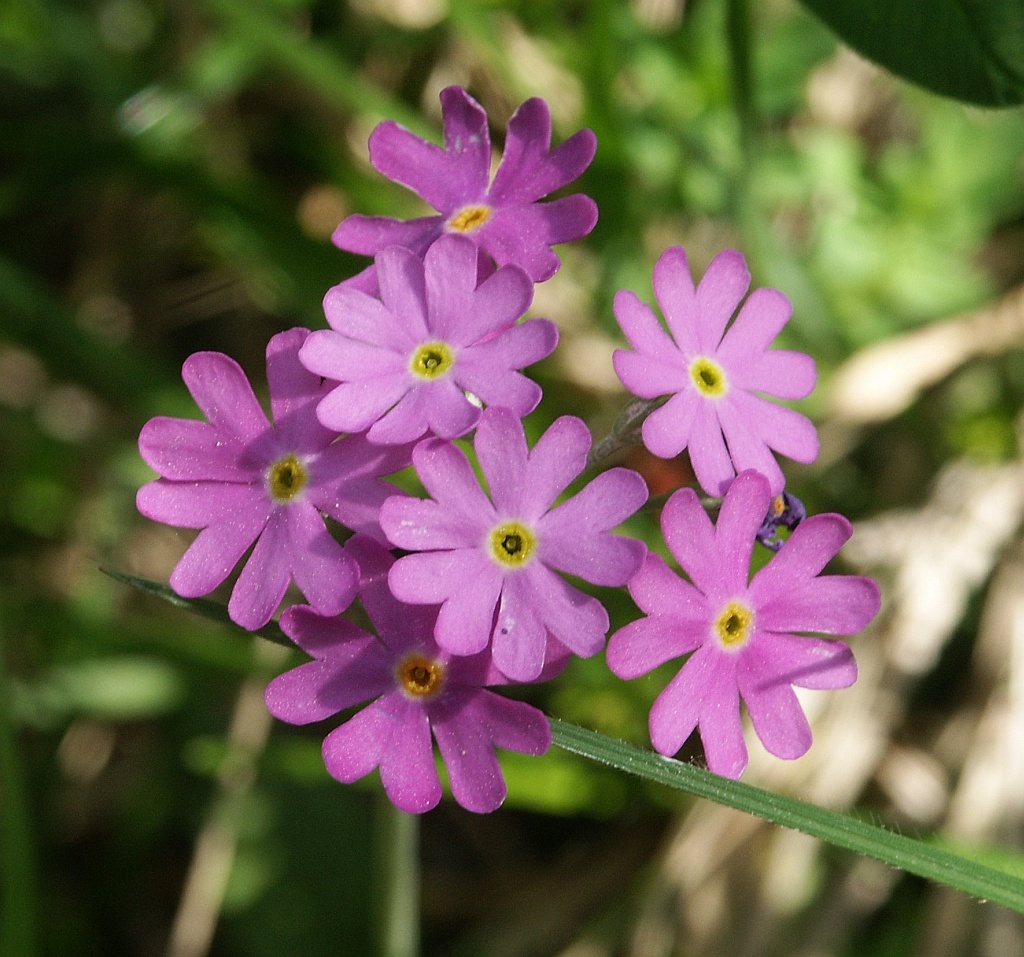
Ochii-broaştei (Primula farinosa)

Flora este constituită din arbori și arbusti cu specii de: stejar (Quercus robur), carpen (Carpinus betulus), frasin (Fraxinus excelsior), arin (arin negru - Alnus glutinosa și arin alb - Alnus incana), salcie albă (Salix alba), mur (Rubus fruticosus), măceș (Rosa canina), coacăz negru (Ribes nigrum).
La nivelul ierburilor rezervația naturală găzduiește trei rarități floristice protejate prin aceeași Directivă 92/43/CE din 21 mai 1992, a Consiliului European (anexa I-a); astfel: ligularia (Ligularia siberica), ciucurași (Adenophora liliifolia) și moșișoare (Liparis loeselii). Acestea vegetează alături de: stânjenel mic de munte (Iris ruthenica), firuță (Poa pratensis), iarba-viperei (Scorzonera humilis), ochii-broaștei (Primula farinosa), coada-iepurelui (rogoz din specia Sesleria caerulea), laleaua pestriță (Fritillaria meleagris), armeria (Armeria maritima), darie (Pedicularis sceptrum-carolinum) iar în zona de mlaștină plante rare precum: jimla (Armeria barcensis), roua cerului (Drosera angelica), sau foaie-grasă (Pinguicula vulgaris).

## Căi de acces
- Drumul județean (DJ112) Hărman - Podu Oltului (la dreapta, înainte de podul peste Olt se intră în rezervație.
- Drumul european (DN11) Brașov - Lunca Câlnicului

## Obiective turistice

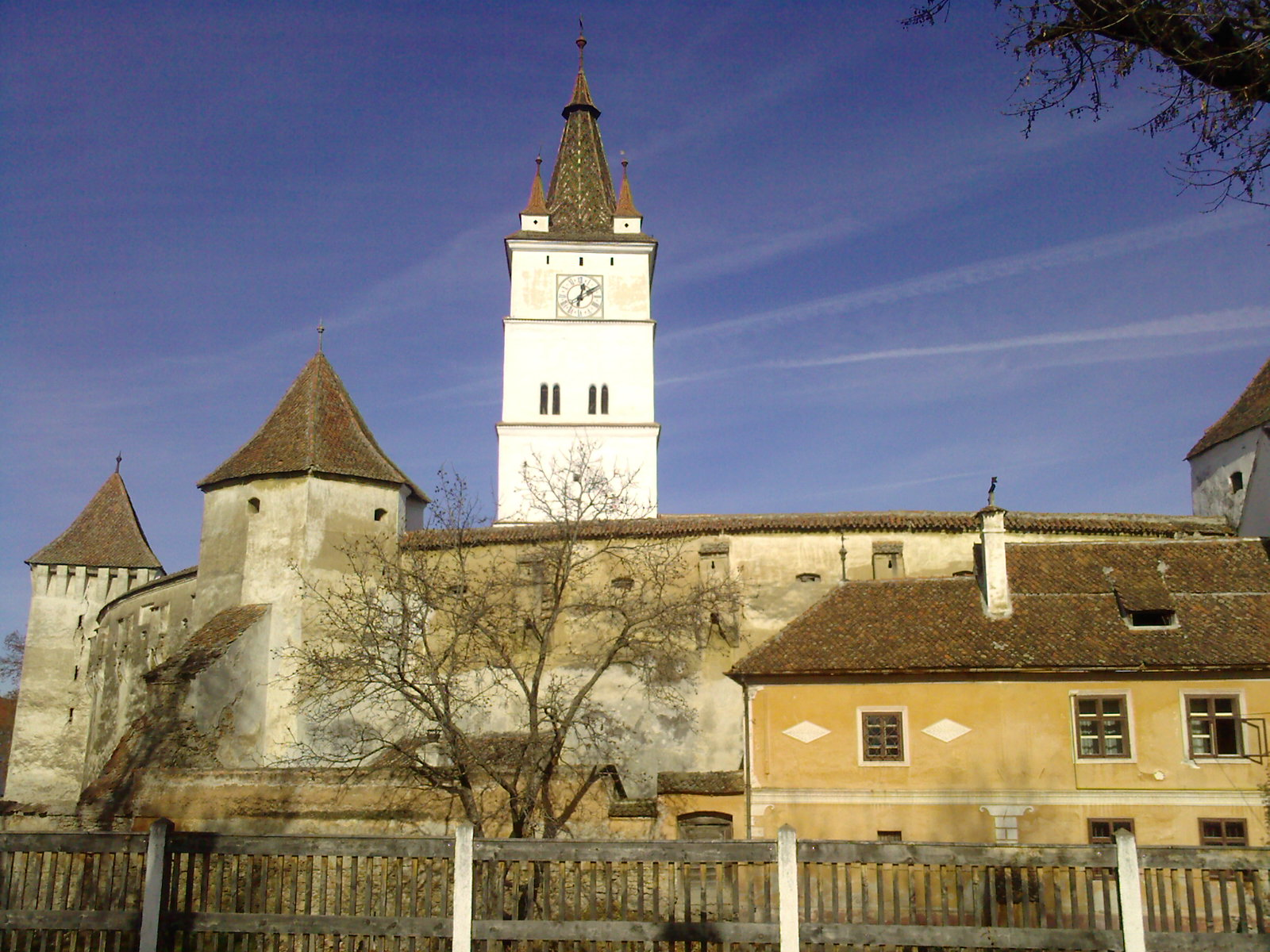
Biserica fortificată din Hărman (vedere de ansamblu)

În vecinătatea rezervației naturale se află mai multe obiective turistice (monumente istorice, lăcașuri de cult, arii naturale) astfel:
- Biserica fortificată din Prejmer, monument istoric
- Biserica fortificată din Hărman (monument istoric) construită în stil gotic în secolul al XIII-lea în locul unei bazilici romane citește mai mult....
- Biserica Evanghelică-Luterană din Bod, clădire monument istoric ridicată în a II-a jumătate a secolului al XIII-lea, cu orgă ce datează din anul 1816[14]
- Dealul Cetății Lempeș (rezervație naturală de tip floristic ce ocupă o suprafață de 274,50 hectare din teritoriul  administrativ (central-estic) al comunei Sânpetru)
- Mlaștina Hărman (arie naturală de tip botanic)